# 에치가와정
에치가와정(愛知川町)은 시가현 에치군에 설치되었던 정이다.
2006년 2월 13일, 인접한 하타쇼정과 합병해 아이쇼정이 성립해 에치가와정은 폐지되었다. 근세에는 나카센도 66번째의 슈쿠바인 에치가와주쿠가 있고 메이지 천황이 잠시 머문 방이 그대로 보존되고 있다.

## 지리
오미 평야에 위치하고 정역은 에치가와강, 우소 강이 흐른다

## 역사
- 1889년 4월 1일 - 정촌제 시행과 함께 9개 촌 구역으로 에치가와촌이 성립하였다.
- 1909년 10월 1일 - 에치가와촌이 정으로 승격해 에치가와정이 되었다.
- 1955년 4월 1일 - 도요쿠니촌과 합병해 새로운 에치가와정이 되었다.
- 2006년 2월 13일 - 하타쇼정과 합병해 아이쇼정이 성립하였다. 동일 에치가와정은 폐지되었다.

## 교통

### 철도
- 오미 철도(일본어판)
  - 본선

### 도로
- 국도 제8호선